# Z–4 terv
A Z–4 terv egy javaslat volt a horvátországi háború politikai rendezéssel történő lezárására. A terv szövegét egy mini kontaktcsoport nevében, amely az Egyesült Nemzetek Szervezete megbízottjaiból, valamint az Amerikai Egyesült Államok, Oroszország és az Európai Unió diplomatáiból állt, Peter W. Galbraith, Leonid Kerestedjiants és Geert-Hinrich Ahrens szerkesztette. A volt Jugoszláviával foglalkozó nemzetközi konferencia társelnökei, David Owen és Thorvald Stoltenberg szintén közvetlenül részt vettek a terv körüli politikai folyamatban. A dokumentumot 1994 utolsó hónapjaiban és 1995 elején készítették el, majd 1995. január 30-án mutatták be Franjo Tuđman horvát elnöknek és a Krajinai Szerb Köztársaság (RSK) vezetőinek. Tuđmannak nem tetszett a javaslat, de elfogadta a további tárgyalások alapjául. Az RSK hatóságai viszont még az UNPROFOR mandátum státuszának megoldása előtt megtagadták a dokumentum átvételét. A későbbi reakciókból kiderült, hogy az RSK vezetése nem volt elégedett a tervvel.
A terv újraélesztésére három további kísérlet történt a május eleji Villám hadművelet után, amikor Horvátország elfoglalta Nyugat-Szlavónia egy részét, amelyet korábban az RSK irányított. Az első kezdeményezés, amely még abban a hónapban indult, kudarcot vallott, mert az RSK azt követelte, hogy a horvát erők vonuljanak vissza Nyugat-Szlavóniából (amit Horvátország nem volt hajlandó megtenni). A második próbálkozás egyszerűen azért nem sikerült, mert egyik fél sem akart tárgyalni. A tárgyalások utolsó fordulója, ahol a Z–4 tervet külföldi diplomaták javasolták, augusztus elején zajlott le, amikor úgy tűnt, hogy a horvát támadás küszöbön áll az RSK ellen. Ezúttal az RSK vezetése hajlandóbbnak tűnt a Z–4 terv alapján tárgyalni, de Horvátország előadta saját követeléseit (beleértve az RSK azonnali leváltását egy horvát polgári kormánnyal), amelyet elutasítottak. Augusztus 4-én Horvátország elindította a Vihar hadműveletet, legyőzte az RSK-t, és gyakorlatilag véget vetett annak a politikai folyamatnak, amely a Z–4 terv megalkotásához vezetett.
A terv elemei két javaslatba is bekerültek, melyeket a koszovói válság megoldására tettek: 1999-ben (a koszovói háború idején), illetve 2005-ben a koszovói státusz megvitatása folyamatának részeként. A konfliktusban részt vevő felek egyiket sem fogadták el.

## Háttér
1990 augusztusában zajlott a rönkforradalom néven ismert szerb felkelés Horvátországban, amelynek középpontjában a Knin városa körüli dalmát hátország túlnyomórészt szerbek lakta részei, Lika, Kordun és Banovina régiók egyes részei, a jelentős szerb lakossággal rendelkező Kelet-Horvátország valamint a szerbek lakta vidéki települések voltak. Ezeket a területeket később Krajinai Szerb Köztársaságnak (RSK) nevezték el, és miután az RSK kinyilvánította szándékát, hogy egyesüljön Szerbiával, a horvát kormány az RSK-t szakadár államnak nyilvánította. 1991 márciusára a konfliktus kiéleződött, ami a horvát függetlenségi háborúhoz vezetett. 1991 júniusában amikor Jugoszlávia felbomlott, Horvátország is kikiáltotta függetlenségét. Ezután három hónapos moratórium következett Horvátországgal és az RSK nyilatkozataival kapcsolatban, majd október 8-án a korábbi döntések végrehajtásra kerültek.
Mivel a Jugoszláv Néphadsereg (JNA) egyre nagyobb mértékben támogatta az RSK-t, és a horvát rendőrség nem tudott megbirkózni a helyzettel, 1991 májusában megalakult a Horvát Nemzeti Gárda (ZNG). A ZNG-t novemberben Horvát Hadseregnek (HV) nevezték át. A horvát hadsereg felfegyverzését azonban akadályozta az ENSZ szeptemberi fegyverembargója. 1991 utolsó hónapjaiban a JNA előrenyomult, és a háború leghevesebb harcai zajlottak, amelyek csúcspontjukat Dubrovnik ostromával és a vukovári csatával érték el. Novemberben tűzszünetről és a Vance-tervként ismertté vált politikai rendezésről tárgyaltak, majd a tűzszünetet 1992. január elején hajtották végre. A tűzszünet 1993 januárjában – amikor a HV elindította a Maslenica hadműveletet – összeomlott, és a kisebb összecsapások több mint egy évig folytatódtak. 1994. március 16-án Vitalij Csurkin orosz megbízott közvetítette Horvátország és az RSK közötti tárgyalásokat, amelyek március 30-án új tűzszünetet hoztak létre. A további tárgyalások eredményeként megállapodás született a Zágráb–Belgrád autópálya egy szakaszának (amely Nyugat-Szlavónia RSK által birtokolt részét, az Adria olajvezetéket és több vízellátó vezetéket keresztezi) 1994 végére újra történő megnyitásáról.

## A terv fejlesztése

### Az első verzió
A Z-4 tervet az Egyesült Államok horvátországi nagykövete, Peter W. Galbraith, Leonid Kerestedjiants horvátországi orosz nagykövet és Geert-Hinrich Ahrens német diplomata készítette, akik az Európai Uniót (EU) egy mini kontaktcsoportként képviselték. A terv nevében a „Z” betű Zágrábot, Horvátország fővárosát jelentette, a 4 pedig az Egyesült Államok, Oroszország, az EU és az ENSZ részvételét. A terv egy 1994. március 23-án megkezdett folyamat eredménye, amelynek fő szerzője saját bevallása szerint Galbraith volt. Ez egy jól kidolgozott jogi dokumentum volt, amelyet a tárgyalások alapjául szántak, és Ahrens szerint arra tervezték, hogy Horvátországot nemzetközileg elfogadott rendezés mellett kötelezze el, és megakadályozza, hogy a háború katonai megoldása felé forduljon (miközben nagylelkű a horvát szerbekkel szemben). Ahrens szerint a terv valójában túlságosan is nagylelkű volt a szerbekkel szemben; lényegében megteremtette a jogi alapot egy állandó horvátországi szerb államhoz.
A terv középpontjában a krajnai alkotmányos megállapodás (első rész) állt. Az első rész Krajinát Horvátország autonóm régiójaként határozta meg, határait az 1991-es horvát népszámlálás (amely tizenegy, abszolút szerb többségű települést azonosított) eredményei alapján húzták meg. Ezek a területek magas szintű autonómiát élveztek volna, és a zágrábi központi kormánytól a legtöbb hatalom a szerb Krajinához került volna. A régiónak saját elnöke, kabinetje, törvényhozása, bíróságai, rendőrsége, emblémája, zászlója és valutája lett volna, valamint adók kivetésének és nemzetközi megállapodások megkötésének jogáva is rendelkezett volna. Az első rész az autonóm terület demilitarizálásáról is rendelkezett. A terv második része, a Szlavóniára, Dél-Baranyára, Nyugat-Szerémségre és más területekre vonatkozott, ahol 1991-ben a horvátországi szerbek nem alkottak többséget (beleértve Kelet- és Nyugat-Szlavóniát is), és átmeneti rendelkezéseket tartalmazott. A terv harmadik része az emberi jogokra, az alapvető szabadságjogokra, a háborús bűncselekmények üldözésére, az emberi jogi bíróságra nemzetközi bírákkal, valamint a horvátországi szerbek kettős horvát és jugoszláv állampolgárságát lehetővé tevő rendelkezéseket határozott meg. A terv előirányozta, hogy elsőként Nyugat-Szlavónia kerül vissza Horvátország ellenőrzése alá, majd Kelet-Szlavónia következik (ahol az átadás előtt átmeneti ENSZ-adminisztrációt állítanak fel).

### Javasolt változtatások
A Z-4 terv első tervezete 1994 szeptemberében készült el, majd a következő négy hónap során többször továbbfejlesztették és módosították. Ebben az időszakban a volt Jugoszláviával foglalkozó Nemzetközi Konferencia (ICFY) társelnökei, David Owen és Thorvald Stoltenberg a terv módosítását kérték, és ellenezték annak bemutatását a horvát vagy az RSK hatóságoknak. A kért változtatások első csoportja egy olyan rendelkezést tartalmazott, amely szerint Horvátország átengedi a Zsupanya városa körüli (a Száva folyó északi partján) területet a Jugoszláv Szövetségi Köztársaságnak, lehetővé téve a jobb kommunikációt Belgrád és a Banja Luka körüli boszniai szerb terület között. A szeptember 8-án benyújtott kérelmet a terv készítői elutasították. Aznap Owen azt kérte, hogy a terv tegye lehetővé Krajinának, hogy konföderációt alkosson Szerbiával vagy Jugoszláviával. Owen és Stoltenberg a volt jugoszláv köztársaságok közötti konföderációs hálózat létrehozására törekedett, de a Z–4-terv szerzői ezt lehetetlennek tartották. Klaus Kinkel német külügyminiszter a német EU-elnökség nevében figyelmeztette Owent, hogy a krajnai szerbek Horvátország lakosságának mindössze 5 százalékát teszik ki, és természetesebb lenne Koszovó és Albánia konföderációja. Október 6-án Oroszország kinyilvánította, hogy ellenzi a konföderációt, de Owen négy nappal később (röviddel azelőtt, hogy elvetették volna) ismét visszanyerte az ország támogatását az elképzeléshez.
A kért módosítások harmadik csoportja Kelet-Szlavóniára vonatkozott. Owen és Stoltenberg azt kérte, hogy hagyják megoldatlanul Kelet-Szlavónia státuszát ahelyett, hogy öt éven keresztül fokozatosan kerülne vissza a horvát irányítás alá, és a helyi rendőrség etnikai összetételének meghatározására a terület háború utáni etnikai összetételét alkalmaznák, a nyersolaj kitermelését Đeletovciban pedig egy közös horvát-jugoszláv cég folytatná. A javaslatot ugyan elutasították, de később mégis a térségben fekvő szerb falvak helyi autonómiájához vezetett, és két évre csökkentette az átmeneti időszakot. A javasolt módosítások negyedik csoportja, amelyet Owen terjesztett elő, a szerb fegyveres jelenlét fenntartására irányuló javaslatot tartalmazott Krajinában, valamint tartalmazta Krajina további felhatalmazását az ásványkincsekkel és a nemzetközi szerződésekkel kapcsolatban. A javaslatok után a terv szövege hosszas megbeszélések tárgya lett a kapcsolattartó csoport országai, az EU és az ICFY társelnökei között. A társelnökök elkezdték kidolgozni a terv végleges változatát, de Stoltenberg a norvég diplomata (és az ICFY nagykövete), konfliktust teremtve Eide és Galbraith között, Kai Eide révén megakasztotta a tervet.

### A terv első közzététele
Galbraith október 1-jén tájékoztatta a tervről Franjo Tuđman horvát elnököt anélkül, hogy részleteket közölt volna. Hasonlóképpen, Ahrens és Eide tájékoztatta az RSK elnökét Milan Martićot. Bár a Z–4 terv korai tárgyalásait úgy tervezték, hogy a tervet Horvátországban és az RSK-ban nem hozták nyilvánosságra, a terv egyes elemei október közepén mégis kiszivárogtak a belgrádi és a zágrábi újságokba. Florence Hartmann szerint októberben Tuđman és Slobodan Milošević szerb elnök képviselői találkoztak Grazban, Ausztriában, hogy megvitassák az RSK Horvátországba való javasolt reintegrációját és a Z–4 tervvel szembeni ellenállásukat. Tuđmannak nem tetszett a terv, mert az szerb állam létrehozását irányozta elő Horvátországban, Milošević pedig veszélyes precedensnek tekintette, amely alkalmazható lenne Jugoszlávia nem szerb vagy etnikailag vegyes többségű régióira, mint például Koszovóra, Vajdaságra és Szandzsákra.
Galbraith, Eide és Kerestedjiants megállapodtak abban, hogy október 21-én hivatalosan is eljuttatják a tervet Horvátországnak és az RSK-nak, de Owen és Stoltenberg ellenezte ezt. Owen arra is kérte Vitalij Csurkint, hogy utasítsa küldöttét, hogy tiltakozzon a kézbesítés ellen. Kerestedjiants Moszkva utasítására kilépett a megállapodásból, Galbraith pedig Owent a Z-4 terv szabotálásával vádolta meg.

### A végső változat
A Z–4 terv 53 oldalas végleges változata 1995. január 18-án készült el. A terv „Krajina, Szlavónia, Dél-Baranya és Nyugat-Szerémség megállapodástervezete” címmel három dokumentumból és két ideiglenes térképből állt. A térképeket ideiglenesnek tekintették, mert féltek, hogy Horvátország vitatja majd Benkovacnak Krajnához történő hozzávételét; a település egy részét ugyanis túlnyomórészt horvátok lakták. Egy másik területi kérdés Szluin hovatartozása volt; mely nem került be a szerb Krajinába, kihagyása pedig gyakorlatilag kettévágta Krajinát. A probléma lehetséges megoldása az volt, hogy kettéosztják a községet, és a Szluintól keletre fekvő területeket Krajinának ítélték oda. Erre számítva megkezdődött a Szluint elkerülő út tervezése. A megoldatlan problémák ellenére a terv hivatalos átadását Horvátországnak és az RSK-nak januárra ütemezték. Január 12-én, nem sokkal a terv végleges változatának elkészítése előtt Tuđman az ENSZ-hez intézett levelében bejelentette, hogy Horvátország nem hosszabbítja meg az ENSZ békefenntartók mandátumát március 31-ig, és az ENSZ Védelmi Erői (UNPROFOR) RSK-ba telepített egységeinek is mennie kell.

## A terv hivatalos közzététele
Galbraith a horvátországi francia nagykövet, Kerestedjiants, Ahrens és Alfredo Matacotta olasz nagykövet kíséretében (Eide helyett) január 30-án átadta a Z–4 tervet  Tuđmannak. Tuđman nem rejtette véka alá nemtetszését a tervvel kapcsolatban, és azzal a tudattal fogadta a tervezetet, hogy Miloševićnek a tervvel szembeni ellenállása (Koszovóval kapcsolatos aggodalmai miatt) úgysem teszi lehetővé annak megvalósítását. Ebből kiindulva Tuđman látszólag elfogadta a tervet (amit Horvátország elfogadhatatlannak tartott) az RSK-val folytatott tárgyalások alapjául, abban a reményben, hogy azt úgyis elvetik.
Az öt diplomata ezután Kninbe utazott, hogy bemutassa a Z–4 tervet az RSK vezetésének. Ott találkoztak Martićtyal, az RSK miniszterelnökével Borislav Mikelićtyel és a külügyminiszterrel Milan Babićcsal. Martić át sem volt hajlandó venni a tervezetet, mielőtt ENSZ Biztonsági Tanácsa írásos nyilatkozatot nem ad ki az UNPROFOR mandátumának meghosszabbításáról az RSK védelmére. Kerestedjiants és Ahrens azt javasolta, hogy Martić igazolja vissza a terv kézhezvételét, majd mondja ki, hogy az RSK nem tárgyal az UNPROFOR-kérdés megoldása előtt, de ő ezt elutasította. A diplomaták ezután Belgrádban próbáltak találkozni Miloševićccsel az üggyel kapcsolatban, de Milošević nem volt hajlandó találkozni velük, és a csoport másnap visszatért Zágrábba. Ahrens a január 30-i eseményeket így jellemezte: Ez „egy fiaskó”.

### Reakciók
Ahrens megjegyezte, hogy Horvátország és az RSK elégedett az események alakulásával. Owen és Stoltenberg megértését fejezte ki azzal kapcsolatban, hogy az RSK és Milošević elutasította a tervet, ami éles reakciót váltott ki Galbraithból. Az RSK parlamentje február 8-án ülésezett a Z–4 tervvel kapcsolatban, ahol, ez volt az egyetlen napirendi pont. Martić, Mikelić és Babić ottani beszédeikben az RSK számára provokatívnak minősítették a tervet, és rendkívül biztatónak látták Milošević támogatását a terv elutasításában. Milošević mellett számos más befolyásos szerb politikus is elutasította a tervet, köztük Borislav Jović – Milošević közeli szövetségese, aki az RSK-t elég erősnek tartotta katonailag ahhoz, hogy ellenálljon Horvátországnak – és Vojislav Šešelj, aki teljességgel elfogadhatatlannak tartotta a tervet. A szerbiai ellenzéki politikusok megosztottak voltak. Zoran Đinđić azt mondta, hogy mivel az RSK elutasította a tervet, Szerbiának sem szabad azt elfogadnia, míg Vuk Drašković történelmi lehetőségként a tervet részesítette előnyben. A szerb médiában végül Drašković nézetei érvényesültek, de ez legkorábban csak augusztus végén következett be. Horvátország egyetlen hivatalos reakciója főtárgyalója, Hrvoje Šarinić nyilatkozata volt. Šarinić elmondta, hogy Horvátország támogatta a horvát fennhatóság visszaállítását, a menekültek visszatérését és a horvátországi szerbek helyi önkormányzatát, de elvetette a Horvátország alkotmányával össze nem egyeztethető tervmegoldásokat. Horvátországban a tervet és szerzőit (különösen Galbraithot) erősen kritizálták, amit Ahrens „ördögi kampánynak” minősített.

## Az újbóli beterjesztésre tett kísérletek

### 1995 május-június
A horvátországi háború politikai rendezése alapjának tekintett Z–4 tervvel többször is próbálkoztak. Miután Horvátország május elején a Villám hadművelet során elfoglalta Nyugat-Szlavóniát az RSK-tól, Owen és Stoltenberg horvát és RSK tisztségviselőket hívott Genfbe, a terv újraélesztésére. A kezdeményezést támogatta az ENSZ Biztonsági Tanácsa és a G7, amely akkoriban az új-skóciai Halifaxban készült csúcstalálkozójára. A találkozón Owen, Stoltenberg, Galbraith, Kerestedjiants, Eide és Ahrens, mint külföldi diplomaták vettek részt; az RSK-t Martić, Mikelić és Babić, a horvát delegációt Šarinić vezette. Šarinić ugyan elfogadta a meghívást, de hangsúlyozta, hogy a horvát hatóságok belügynek tekintik a kérdést, amelyet Horvátországon belül kell kezelni. Másfelől az RSK delegációja ragaszkodott ahhoz, hogy mielőtt a tárgyalások folytatódhatnának, Horvátország vonuljon ki a hónap elején elfoglalt területről. Mivel az ENSZ Biztonsági Tanácsa nem kérte a visszavonást, Horvátország elutasította a követelést, és a kezdeményezés összeomlott.
A terv újraélesztésének második kísérlete Kinkel és Hervé de Charette francia külügyminiszter június 28-iki tárgyalásaiból következett, akik a tűzszünet betartása érdekében javasolták elválasztó övezetek létrehozását, az RSK külső határainak ellenőrzését, a horvátországi szerbek biztonságának szavatolását, valamint a Horvátország és az RSK közötti gazdasági együttműködés révén a bizalomépítő intézkedések végrehajtását. A kezdeményezés azonban ismét meghiúsult, amikor az RSK megtagadta a tárgyalások megkezdését.

### 1995 augusztus
A tervvel kapcsolatos újabb erőfeszítés azután történt, hogy Milošević július 30-án arra kérte az Egyesült Államokat, hogy állítsák le az RSK elleni küszöbön álló horvát támadást. Bár kérelmében jelezte, hogy a tárgyalásokat a Z–4-terv alapján kell lefolytatni, augusztus 2-án nem volt hajlandó találkozni Galbraithszel (aki azt akarta, hogy Milošević gyakoroljon nyomást az RSK-ra annak elfogadására). Ehelyett Galbraith Babićtyal találkozott Belgrádban, hogy rávegye a terv elfogadására. Babićnak azt mondta, hogy az RSK a Bihács ostromában való részvétele miatt nem számíthat nemzetközi rokonszenvre, és a háború elkerülése érdekében el kell fogadniuk a horvát feltételeket. Alternatív megoldásként Galbraith azt tanácsolta Babićnak, hogy fogadja el a Z–4 terven alapuló tárgyalásokat. Babić eleget tett ennek, és Stoltenberg meghívta a horvát és az RSK delegációit az augusztus 3-iki tárgyalásokra, melyeket a médiafigyelem elkerülése érdekében a Genf közelében fekvő Genthodban tartottak. Az RSK küldöttségét a Krajinai Szerb Köztársaság hadseregének tábornoka,Mile Novaković vezérőrnagy, a horvát delegációt Tuđman tanácsadója, Ivić Pašalić vezette.
A találkozón az RSK ragaszkodott a HV Nyugat-Szlavóniából való kivonulásához és a fegyverszünet fokozatos végrehajtásához, majd a politikai rendezés megvitatása előtt a gazdasági együttműködéshez. A horvát delegáció ekkor már nem akart tárgyalni, hanem a háború katonai megoldására készült. Augusztus 10-én Stoltenberg hétpontos kompromisszumot javasolt, amely magában foglalja a Z–4-es terven alapuló tárgyalásokat. A javaslatot Babić kezdetben elfogadta, majd amikor felkérték, hogy nyilvánosan nyilatkozzon a Stoltenberg-javaslat támogatásáról (mert így a Novaković-delegáció követné a példáját) fenntartásait fejezte ki a Z–4 tervvel kapcsolatban, hogy az politikai rendezésként szolgál. Pašalić ezután arra kérte Novakovićot, hogy fogadja el Horvátország hét követelését, beleértve az RSK azonnali felváltását a horvát polgári közigazgatással. Novaković azonban elutasította Pašalić javaslatát jelezve, hogy ehelyett a Stoltenberg-javaslatot fogadta el, Pašalić pedig kijelentette, hogy az RSK visszautasította a horvát tárgyalási ajánlatot. Horvátország nem tartotta Babićot elég erősnek ahhoz, hogy Martić támogatását is biztosítsa kezdeményezéséhez, és így nem tudta rábírni az RSK-t a megállapodás elfogadására. Ezt maga Babić is így látta, aki augusztus 2-iki belgrádi találkozójukon azt mondta Galbraithnak, hogy Martić csak Miloševićnek engedelmeskedik. Horvátország augusztus 4-én elindította a Vihar hadművelet-et az RSK ellen, és Galbraith szerint ezzel gyakorlatilag felszámolta a Z–4 tervet és a hozzá kapcsolódó politikai folyamatot.
Az utolsó kísérlet a Z-4 terv újraélesztésére augusztus 16-án történt Babić szervezésében. Ez a kezdeményezés szükségessé tette volna a terv minden pontjának újratárgyalását, és az autonóm területek kiterjesztését Kelet-Szlavóniára. Ahrens és Stoltenberg azonban ekkor már lehetetlennek tartott bármilyen tárgyalást Horvátország és az RSK addigra elmenekült, hiteltelenné vált vezetői között. Amikor egyeztettek Šarinićcsal a kezdeményezésről, az már minden tárgyalási lehetőséget elvetett.

### 1995 szeptember és azután
Az augusztusi Vihar hadművelet során az RSK elleni horvát katonai sikereket, valamint a Bosznia-Hercegovinában a szeptemberi Misztrál–2 hadművelet során elért horvát katonai sikereket követően Bill Clinton amerikai elnök új békekezdeményezést jelentett be Bosznia-Hercegovina számára. Ez a kezdeményezés, amelynek célja Kelet-Szlavónia Horvátországhoz való visszacsatolása volt, a horvát szuverenitáson és a Z–4 terven alapult. Gailbraith igyekezett összeegyeztetni a tervet a térség új körülményeivel; például a horvátországi szerbek korlátozott önkormányzatának biztosítását azokon a kelet-szlavóniai településeken, ahol az 1991-es népszámlálás alapján ők alkották a népesség többségét. Horvátország tiltakozása után a javaslatot Horvátország alkotmányának rendelkezései váltották fel. A folyamat október elejére az Erdődi megállapodás megkötéséhez vezetett, amely keretet teremtett Kelet-Szlavónia horvát fennhatóság alá történő visszaállításához. Amikor a megállapodást 1996-ban először végrehajtották, Horvátország aggodalmát fejezte ki amiatt, hogy a folyamat a Z-4 terv „titkolt” végrehajtását és a régió politikai autonómiáját eredményezheti Kelet-Szlavóniában.
A Z–4 tervet 1999-ben a Rambouillet-megállapodás mintájára ismét feltámasztották, hogy alapot szolgáltasson a javasolt békeszerződéshez, amelyet Jugoszlávia és a Koszovóban élő albánok között kötöttek. 2005-ben, a koszovói háború után Szerbia és Montenegró a koszovói válságot olyan béketerv benyújtásával próbálta megoldani, amely Koszovó számára széles körű autonómiát kínált volna. Drašković, Szerbia és Montenegró akkori külügyminisztere szerint a terv „a Z-4-terv tükörképe” volt. Abban az évben alakult meg egy „emigráns RSK-kormány”, melyet Belgrádban hoztak létre, a Z-4-terv horvátországi újjáélesztését követelve (ezt Drašković és Boris Tadić szerb elnök is elítélte). Ugyanezt az ötletet terjesztette elő 2010-ben a Savo Štrbac által vezetett szerb menekültszervezet.

## Fordítás
- Ez a szócikk részben vagy egészben  a   Z-4 Plan című angol Wikipédia-szócikk ezen változatának fordításán alapul.  Az eredeti cikk szerkesztőit annak laptörténete sorolja fel. Ez a jelzés csupán a megfogalmazás eredetét és a szerzői jogokat jelzi, nem szolgál a cikkben szereplő információk forrásmegjelöléseként.